# Super Sul TV
Super Sul TV foi uma emissora de televisão brasileira instalada em Imperatriz, no Maranhão. Opera no canal 25 UHF, e era afiliada à Rede Brasil.

## História
A emissora entrou no ar em meados dos anos 2000, como TV Imperatriz, sendo afiliada à TV Diário, que ganhava popularidade nas antenas parabólicas.
Em 25 de fevereiro de 2009, passou exibir a programação da MTV Brasil, depois que a Diário deixou ser transmitido nas antenas parabólicas, após controversa pressão que a Rede Globo fez ao Grupo Verdes Mares, proprietária da TV Diário.
Em julho, passa transmitir a programação da Record News.
A partir do dia 29 de julho de 2013, larga a Record News e passa a retransmitir a TV Novo Tempo. Em 14 de maio de 2016 passa a retransmitir a Rede União. Em 24 de agosto de 2017, a emissora passa a se chamar Super Sul TV e torna-se afiliada à Rede Super. Após mais de dois meses fora do ar, a emissora retorna retransmitindo novamente a TV União no dia 6 de abril de 2018, passando quase dois meses fora do ar e retorna retransmitindo a Rede Brasil de Televisão.